# Безводне (Юр'янський район)
Безво́дне (рос. Безводное) — присілок у складі Юр'янського району Кіровської області, Росія. Входить до складу Івановського сільського поселення.
Населення становить 11 осіб (2010, 16 у 2002).
Національний склад станом на 2002 рік — росіяни 88 %.